# (36016) 1999 ND41
1999 ND41 (asteroide 36016) é um asteroide da cintura principal. Possui uma excentricidade de 0.22146390 e uma inclinação de 19.65478º.
Este asteroide foi descoberto no dia 14 de julho de 1999 por LINEAR em Socorro.